# Kostel svatého Bartoloměje (Hostouň)
Kostel svatého Bartoloměje v Hostouni je původně gotický kostel ze 14. století, na počátku 18. století byl stavebně upraven v barokním slohu. Do konce roku 2008 byl kostelem farním, poté se stal kostelem filiálním v unhošťské farnosti. Bohoslužby se konají jednou za tři týdny, a to pouze v letním období. 
Od roku 1967 je kostel zapsán jako kulturní památka.

## Historie

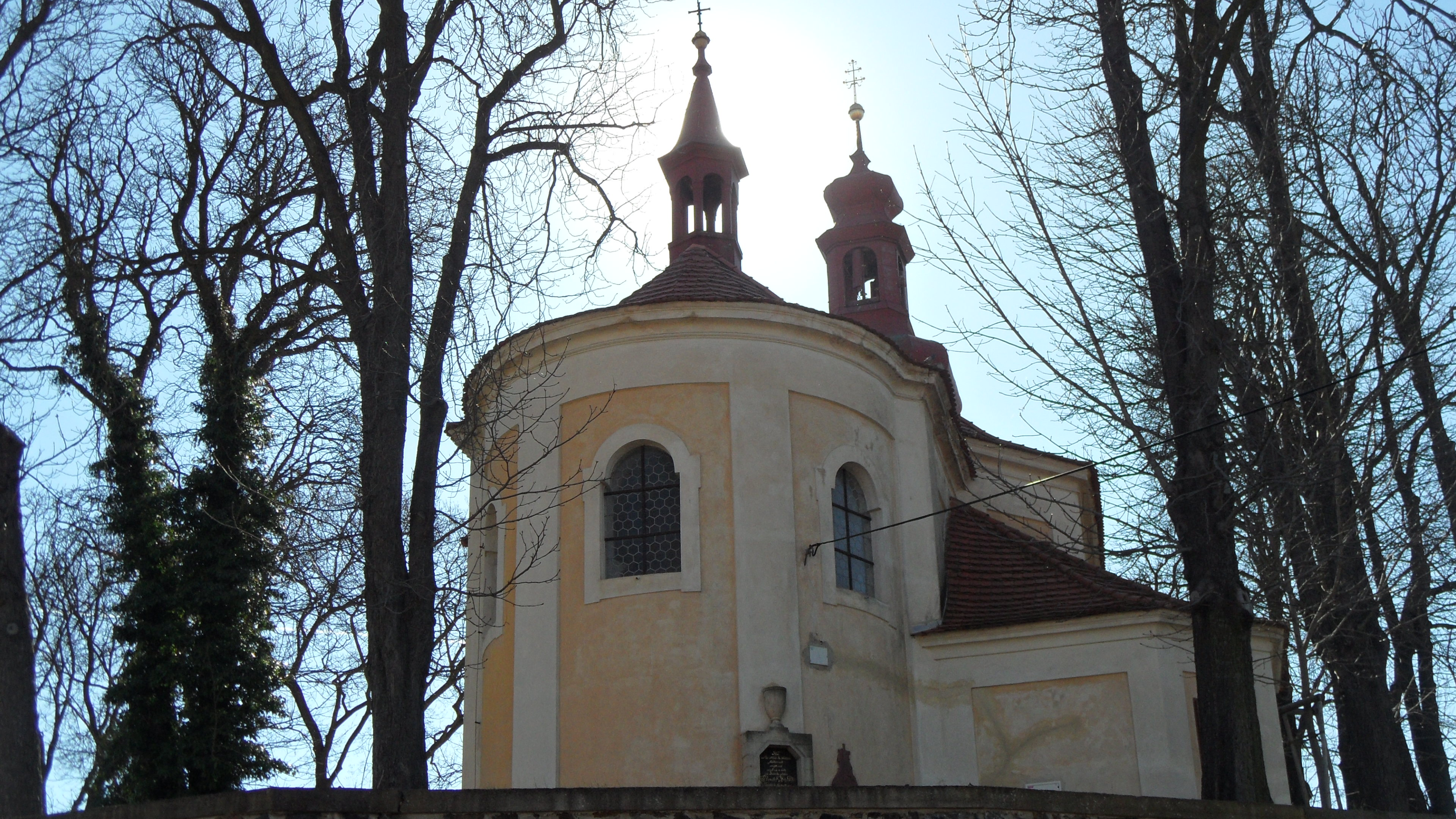
Pohled ze severovýchodní strany od ulice Jenečské

První písemná zmínka o kostele a faře v Hostouni se objevuje v registrech desátků papežských z roku 1352. Existence fary dokládá v té době poměrně značný význam obce. Původní gotická stavba kostela sloužila až do počátku 18. století, a to střídavě jak katolickým, tak utrakvistickým bohoslužbám. Poté byl kostel zásluhou  svatovítského probošta Daniela Josefa Mayera z Mayernu kompletně barokně přestavěn. 
V roce 1773 byla k západnímu průčelí přistavěna věž, která nahradila původní dřevěnou zvonici. 
V těsném sousedství kostela býval hřbitov, při epidemii cholery v roce 1832 však přestala jeho kapacita stačit, proto musel být rozšířen. Na počátku 20. století byl vně tehdejší zástavby obce vybudován hřbitov nový, původní hřbitov u kostela od té doby přestal být užíván.

## Stavba
Jedná se o jednolodní, barokní stavbu, loď má vnitřní prostory mírně zaobleny, její strop je plochý s vysokým fabionem, který je dekorován festony. Kněžiště je zvenku též zaobleno, jeho vnitřní prostor je trojboký a kněžiště je zaklenuto českou plackou. 
Vítězný oblouk je segmentový, nad ním je zřetelný znak probošta Mayera z Mayernu, který byl iniciátorem barokní přestavby kostela.
Věž, dodatečně přistavěná k západnímu průčelí, je taktéž barokní s cibulovou střechou, na samém vrcholku je ukončena lucernou.

## Vnitřní vybavení
Uprostřed barokního hlavního oltáře je obraz svatého Bartoloměje, kterému je kostel zasvěcen. Apoštol je typicky znázorněn s nožem v pravé ruce, vlevo se mu zjevuje anděl s palmou. Další dva oltáře nalézáme po stranách vítězného oblouku, jeden s obrazem svaté Barbory, druhý s obrazem svatého Jana Nepomuckého.
Při boční stěně se nachází oltář s jeskyňkou, ve které stojí socha lurdské Madony, dovezené roku 1893 z Paříže. V tomtéž roce byly z Paříže přivezeny sochy svatých Petra a Pavla, stojící v postranních brankách u hlavního oltáře.